# Hesycha cribripennis
Hesycha cribripennis är en skalbaggsart som beskrevs av Leon Fairmaire och Germain 1859. Hesycha cribripennis ingår i släktet Hesycha och familjen långhorningar. Inga underarter finns listade i Catalogue of Life.